# Список населённых пунктов, существовавших на территории Москвы
За всю историю в состав города Москвы вошло несколько сотен населённых пунктов. В данном списке перечислены населённые пункты, включённые в состав города до 2012 года. Населённые пункты, вошедшие в состав Москвы в результате расширения территории в 2012 году, перечислены в отдельном списке.

## Населённые пункты, вошедшие в состав территории Москвы до 1918 года
- Алексеевское село (март 1917)
- Новая Андроновка (март 1917)
- Андроново
- Благуша (октябрь-ноябрь 1917)
- Богородское
- Владыкино Новое дер. (март 1917)
- Воробьёво село (март 1917)
- Всехсвятское село (март 1917)
- Дубровка дер. (март 1917)
- Зыково село (март 1917)
- Ипское
- Коптево Новое пос. (март 1917)
- Коптево Старое дер. (март 1917)
- Коптевские Выселки дер. (1917)
- Красное село (1742—1747)
- Кудрино
- Леоново село (март 1917)
- Лихоборы Нижние дер. (март 1917)
- Марфино село (март 1917)
- Марьино дер. (у Останкина) (март 1917)
- Михалково (близ Коптева) дер. (март 1917)
- Напрудное
- Останкино село (март 1917)
  - Ерденево село (не существовало на момент включения)
- Петровские выселки (март 1917)
- Петровское-Зыково село (1905)
- Покровское-Рубцово село (XVIII в.)
- Покровское-Стрешнево пос. (март 1917)
- Потылиха дер. (март 1917)
- Преображенское село (1864)
- Ростокино дер. (март 1917)
- Семёновское
  - Введенское
- Сущёво
- Хохловка дер. (на Рязанском шоссе) (март 1917)
- Черкизово
- Шубино

## Населённые пункты, вошедшие в состав территории Москвы после 1918 года

### А
- Аксиньино (Аксиньино-Знаменское) село (17 августа 1960)
- Акулово посёлок (?)
- Алёшкино дер. (17 августа 1960)
- Алтуфьево село (17 августа 1960)
- Аминьево дер. (17 августа 1960)
- Аминьево выселки (17 августа 1960)
- Андреевский пос. (17 августа 1960)
- Аннино (Выхино-Жулебино) дер. (17 августа 1960)
- Аннино (Чертаново Южное) дер. (17 августа 1960)

### Б
- Бабушкин город (17 августа 1960)
  - Ватутино дер.
  - Джамгаровка пос.
  - Достижения пос.
  - Красная Сосна пос.
  - Медведково пос.
  - Метростроя городок
  - Красный Северянин
  - Новое Ростокино
  - Новое Медведково
  - Института Пути городок
  - Старое Свиблово
  - Мытищи Малые дер.
  - Филино
- Батюнино дер. (17 августа 1960)
- Беляево Ближнее дер. (17 августа 1960)
- Беляево Дальнее дер. (17 августа 1960)
- Бескудниково (Бесскудниково, бывш. Воробьёвский) раб. пос. (17 августа 1960)
- Бескудниково (Безкунниково) дер. (17 августа 1960)
- Бибирево село (17 августа 1960)
- Бирюлёво раб. пос. (17 августа 1960)
- Бирюлёво дер. (17 августа 1960)
- Битца дер. (19 марта 1984)
- Богородское село (Тропарёво-Никулино) (17 августа 1960)
- Борисово село (17 августа 1960)
- Борисовские выселки (17 августа 1960)
- Братеево село (17 августа 1960)
- Братцево село (17 августа 1960)
- Брёхово дер. (17 августа 1960)
- Бусиново село (17 августа 1960)
- Бурцево дер. (19 марта 1984)
- Бутово раб. пос. (19 марта 1984)

### В
- Вагоноремонт раб. пос. (17 августа 1960)
- Ватутино дер. (17 августа 1960)
- Верескино дер. (19 марта 1984 или 1985)
- Вешняково село (17 августа 1960)
- ВИЛАР пос. (19 марта 1984)
- ВИСХОМ пос. (17 августа 1960)
- Виноградово село (юго-восточная часть — 19 марта 1984)
- Владимирский пос. (1933)
- Владыкино (17 августа 1960)
  - Владыкино Старое село
  - Владыкино Старое село
- Владычино (17 августа 1960)
  - Владычино Новое дер. (17 августа 1960)
  - Владычино Старое дер. (17 августа 1960)
- Внуково посёлок (1950, 1984)
- Волхонка дер. (1932, 1960-е)
- Волынское усадьба (17 августа 1960)
- Воробьёво село (1922)
- Воронцово село (17 августа 1960)
- Восточный посёлок (10-11 ноября 1961)
- Востряково пос. (17 августа 1960)
- Выхино дер. (17 августа 1960)
- Вязовка дер. (17 августа 1960)

### Г
- Гавриково дер. (19 марта 1984)
- Гиреево село (17 августа 1960)
- Главмосстроя посёлок (1940-е, 1960)
- Гладышево дер. (17 августа 1960)
- Головино село (17 августа 1960)
- Головинский посёлок (1960)
- Голубино Большое дер.(17 августа 1960)
- Голубино Малое дер. (17 августа 1960)
- Гольяново село (17 августа 1960)
- Грайвороново (Граворново) село (1935)

### Д-Ж
- Давыдково дер. (17 августа 1960)
- Дачный посёлок (?)
- Дегунино (17 августа 1960)
- Деревлёво дер. (17 августа 1960)
- Дмитровский (Новодмитровский) посёлок (Дмитровские хутора) (17 августа 1960)
- Достижение (Достижения?). К северу от улицы Молодцова, и к востоку от Вилюйской улицы (Медведково) (17 августа 1960)
- Дьяковское (Дьяково) село (17 августа 1960)
- Екатериновка дер. (17 августа 1960)
- Жулебино дер. (19 марта 1984)

### З
- Заболотье дер. (19 марта 1984)
- Загорье дер. (17 августа 1960)
- Западный посёлок (?)
- Захарково дер. (17 августа 1960)
- Захарьино село (10 мая 1988)
- Захарьинские Дворики (10 мая 1988)
- Зеленоград город (16 января 1963 года)
  - Алабушево пос. (?)
  - Александровка дер. (1987)
  - Каменка дер. (1987)
  - Крюково пос. (1970 и 1987)
  - Кутузово дер. (1987)
  - Малино пос. (1987)
    - Медведки хутор (1987)

  - Матушкино дер. (1963)
  - Михайловка дер. (1987)
  - Назарьево (Назаровское) дер. (?)
  - Никольское (Никоново) село (1963)
  - Новомалино дер. (1987)
  - Ржавки дер. (1963)
  - Рожки дер. (1987)
  - Савёлки дер. (1963)
- Зюзино село (17 августа 1960)
- Зябликово дер. (17 августа 1960)

### И
- Ивановское село (17 августа 1960)
- Иваньково дер. (17 августа 1960)
- Измайлово село (1935)
- Измайловская пасека посёлок (1933)
- Ильинский пос. (19 марта 1984)

### К
- Каменная Плотина (бывш. Пруды) пос. (17 августа 1960)
- Капотня раб. пос. (17 августа 1960)
- Карамышево пос. (1935)
- Карачарово (17 августа 1960)
- Карачаровского комбината городок (Кавказ пос.) (1949)
- Катуаровский пос. (1934)
- Качалово село (19 марта 1984)
- им. Кирова пос. (17 августа 1960)
- Кожухово дер. (близ Люберец) (19 марта 1984)
- Кожухово дер. (близ Симоновой слободы) (1927)
- Козеево дер. (17 августа 1960)
- Коломенское село (17 августа 1960)
- Колошино рп (17 августа 1960)
- Коньково село (17 августа 1960)
  - Коньково-Троицкое дер. (17 августа 1960)
  - Сергиевское-Коньково дер. (17 августа 1960)
- Конюшки пос. (1935)
- Коровино дер. (17 августа 1960)
- Косино раб. пос. (19 марта 1984)
- Космодемьянское село (17 августа 1960)
- Котлы Верхние дер. (1932)[2]
- Котлы Нижние дер. (1932)[2]
- Котляковский (Котляково, Новокотляковский) пос. (17 августа 1960)
- Красное село (дер.) (17 августа 1960)
- Краснооктябрьский раб. пос. (17 августа 1960)
- Красный Маяк пос. (17 августа 1960)
- Красный Северянин пос. (17 августа 1960)
- Красный Строитель раб. пос. (17 августа 1960)
- Крылатское село (17 августа 1960)
- Крылатские выселки (17 августа 1960)
- Кузьминки село (17 августа 1960)
- Кунцево город (17 августа 1960)
  - Отрада пос.
  - Рабочий пос.
  - Сетунь Большая пос.
  - Сетунь Малая пос.
  - Сетунь
- Куркино село (19 марта 1984)
- Куркино-Радиополе пос. (19 марта 1984)
- Курьяново пос. (17 августа 1960)

### Л
- Лазенки пос. (10 мая 1984)
- им. Ларина пос. (17 августа 1960)
- Ленино (Царицыно) раб. пос. (17 августа 1960)
- Лианозово пос. (17 августа 1960)
- Липки пос. (10 мая 1988)
- Лихоборы Верхние дер. (17 августа 1960)
- Лихоборы Нижние дер. (1927)
- Лукино дер. (южная часть — 22 мая 1984)
- Люблино город (17 августа 1960)
  - Кухмистеровский (бывш. Китаевский) пос.
  - Перерва пос.
  - Печатниково пос.

### М
- Мазилово дер. (17 августа 1960)
- Марьино дер. (у Перервы) (17 августа 1960)
- Матвеевское дер. (17 августа 1960)
- Машкино дер. (19 марта 1984)
- Медведково село (17 августа 1960)
- Мелькисарово дер. (19 марта 1984)
- Мещёрский (17 августа 1960)
- Милицейский пос. (10 мая 1988)
- Митино дер. (19 марта 1984)
- Митинского завода пос. (19 марта 1984, 1985)
- Михалково (близ Очакова) дер. (17 августа 1960)
- Михалково село (1960-е)
- Мнёвники Верхние дер. (17 августа 1960)
- Мнёвники Нижние дер. (17 августа 1960)
- Молжаниновка дер. (19 марта 1984)
- Москворечье пос. (17 августа 1960)
- Мытищи Малые дер. (17 августа 1960)
- Мякинино дер. (9 августа 1977 и 1991?)

### Н
- Нагатино пос. (17 августа 1960)
- Некрасовка пгт (1962 или 1968)
  - Бедрино село
- Никольский пос. (часть — 1949, часть — 17 августа 1960)
- Никольское дер. (17 августа 1960)
- Никольское (правая часть — 1958, левая — 17 августа 1960)
- Никулино дер. (17 августа 1960)
- Новинки дер. (17 августа 1960)
- Новоархангельское (Лупиха) дер. (южная часть — 17 августа 1960, северная часть — 19 марта 1984)
- Новобутаково пос. (южная часть — 17 августа 1960)
- Новогиреево дп (17 августа 1960)
- Новодачный пос. (19 марта 1984)
- Новодмитровка дер. (19 марта 1984)
- Новобратцевский пос. (18 декабря 1990 или 1992)
- Новокосино пос. (19 марта 1984)
- Новокотляковский (Котляковский) пос. (1941)
- Новокурьяново дер. (19 марта 1984)
- Новоникольское дер. (19 марта 1984)
- Новоподрезково рп (или пгт) (восточная часть — 19 марта 1984)
- Новосёлки дер. (19 марта 1984)
- Новотушино пос. (19 марта 1984)
- Новоховрино (Москва) пос. (17 августа 1960)
- Новые Кузьминки (бывш. Выхино Поле) пос. (17 августа 1960)

### О
- Орехово дер. (17 августа 1960)
- Орлово дер. (10 мая 1984)
- Остров фантазий посёлок (2000)
- Отрадное совхоз (17 августа 1960)
- Очаково город (17 августа 1960)
- Очаково село (17 августа 1960)

### П
- Пенягино дер. (19 марта 1984)
- Переделкино пос. (10 мая 1984, 1 июля 2012)
- Перово город (17 августа 1960)
  - Алёшино пос.
  - Вешняки пос.
  - Карачарово село
  - Кусково город
  - Новогиреево пос.
  - Новотетёрки дер.
  - Перово Поле пос.
  - Плющево пос.
  - Чухлинка пос.
- Петровские Выселки дер. (1920-е, 1960-е)
- Печатники (Печатниково) (1960)
- Подушкино дер. (17 августа 1960)
- Покровские Выселки (17 августа 1960)
- Покровское село (17 августа 1960)
- Покровское-Глебово (Покровское-Стрешнево) пос. (1949)
- Поляны пос. (19 марта 1984)
- Потапово дер. (19 марта 1984)
- Прудищи Ближние дер. (северная часть — 17 августа 1960)
- Пруды (Каменная Плотина) (17 августа 1960)

### Р
- Раево деревня (17 августа 1960)
- Раево мыза (17 августа 1960)
- Раменки раб. пос. (14 марта 1958)
- Раменки дер. (17 августа 1960)
- Речник (17 августа 1960)
- Рождествено село (19 марта 1984)
- Рублёво пгт (1919)
- Руднёво дер. (19 марта 1984)
- Рязанцево дер. (17 августа 1960)

### С
- Сабурово (у Коломенского) пос. (17 августа 1960)
- Сабурово (у Отрадного) дер. (17 августа 1960)
- Садки дер. (17 августа 1960)
- Садовники дер. (17 августа 1960)
- Свиблово пос. (17 августа 1960)
  - Старое Свиблово
- Севводстрой пос. (17 августа 1960)
- Северный (19 марта 1984)
- Семёновское село (14 марта 1958)
- Слободка дер. (17 августа 1960)
- Солнцево город (10 мая 1984)
  - Суково дер. (10 мая 1984)
- Сосновка 2-я дер. (17 августа 1960)
- Спас село (восточная часть — 17 августа 1960, западная часть — 19 марта 1984)
- Спас-Сетунь село (17 августа 1960)
- Спасское-Манухино село (не существовало на момент включения) (17 августа 1960)
- Староникольское дер. (19 марта 1984)
- Стрелка пос. (1932)
- Строгино дер. (17 августа 1960)

### Т-У
- Татарово дер. (17 августа 1960)
- Тёплый Стан село (17 августа 1960)
  - Богородское село (юго-запад Москвы)
  - Дмитровский (Новодмитровский, Дмитровские хутора) посёлок
  - Тёплые Станы Верхние село
  - Тёплые Станы Нижние село
  - Троицкое село (юго-запад Москвы)
- Терехово дер. (17 августа 1960)
- Терёшково дер. (10 мая 1984)
- Толстопальцево дер. (17 февраля 1984)
- Толстопальцево посёлок (17 февраля 1984)
- Троекурово село (17 августа 1960)
- Троице-Голенищево (Троицкое-Голенищево) село (17 августа 1960)
- Троице-Лыково село (17 августа 1960)
- Троицкое (Троице-Лыково) (17 августа 1960?)
- Тропарёво село (17 августа 1960)
- Тушино город (17 августа 1960)
  - Захарково дер.
  - Иваньково
  - Комсомольский пос.
  - Новый пос.
  - Петрово дер.
  - Рабочий городок 1-й
  - Рабочий городок 2-й
- Узкое пос. (17 августа 1960)
- Ухтомский пос. (19 марта 1984)

### Ф
- Федосьино дер. (у Щербинки) (10 мая 1988)
- Федосьино село (у Солнцева) (10 мая 1984)
- Фили село (1931)
- Филино дер. (северо-восточная часть — 19 марта 1984)
- Филино — в районе Чукотского проезда (Бабушкин)
- Филино (Чукотский проезд)
- Фуниково (Фуники) дер. (17 августа 1960)

### Х
- Химки дер. (17 августа 1960)
  - Космодемьянское
- Ховрино село (17 августа 1960)
- Ховринский пос. (17 августа 1960)
- Холмогорский пос. (1935)
- Хорошёво село (17 августа 1960)
- Хорошёвский Серебряный Бор пос. (1935)
- Хохловка дер. (близ Царицына) (17 августа 1960)

### Ч
- Чагино дер. (17 августа 1960)
- Черёмушки раб. пос. (14 марта 1958)
- Черепково дер. (17 августа 1960)
- Черкизово дер. (19 марта 1984)
- Чернево село (19 марта 1984)
- Черницыно дер.(17 августа 1960)
- Чертаново дер.(17 августа 1960)
- Чоботы пос. (10 мая 1984)

### Ш-Я
- Шаболово дер. (17 августа 1960)
- Шайдрово дер. (17 августа 1960)
- Шелепиха дер. (1927)
- Шипилово (Шепилово) дер. (17 августа 1960)
- Шипиловская Плотина дер. (не существовала на момент включения) (17 августа 1960)
- Шлюзы посёлок (1937?)
- Щербинка город, северная часть (10 мая 1988)
- Щербинка дер. (10 мая 1988)
- Щиброво дер. (19 марта 1984)
- Щитниково дер. (1991)
- Щукино дер. (1954)
- Юрлово дер. (17 августа 1960)
- Юрово дер. (19 марта 1984)
- Ясенево село (17 августа 1960)

## Населённые пункты в составе Москвы, вне городской территории
- Акулово пос. (9 августа 1977)
- Видное раб. пос. (В 1949—1960 был административно подчинён Москве)
- Восточный (бывш. Сталинский) раб. пос. (8 декабря 1961)
- Внуково раб. пос. (8 декабря 1961)
- Западный раб. пос.
- Зеленоград город (16 января 1963)
  - Малино пос.
  - Алабушево дач. пос. (часть)
  - Кутузово дер.
  - Новомалино дер.
  - Рожки дер.
- Люблинский пос. (В 1946—1960 был административно подчинён Москве, находясь вне городской территории)
- Мякинино дер. (9 августа 1977 и 1991?)
- Некрасовка раб. пос. (8 декабря 1961)
  - Бедрино село
- Рублёво раб. пос. (8 декабря 1961)
- Северный раб. пос. (8 декабря 1961)
- Толстопальцево пос. (17 февраля 1984)
  - Толстопальцево дер.